# Système éducatif en Afrique du Sud

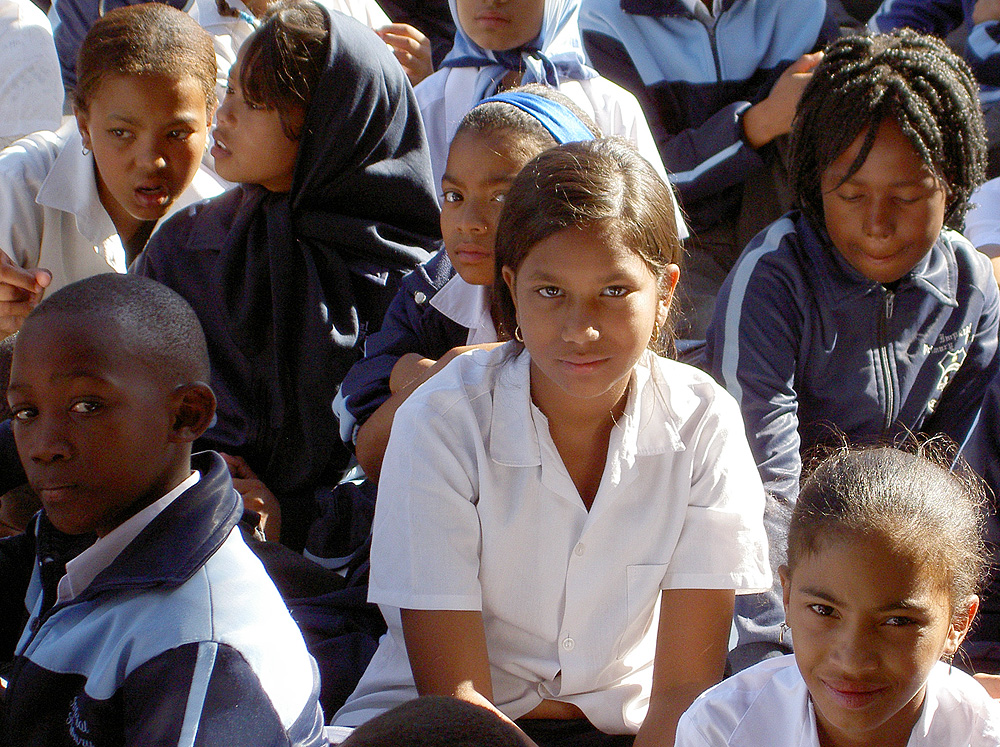
Écoliers au Cap.

L'éducation en Afrique du Sud est régie par deux organes nationaux, à savoir le Département de l'éducation de base (DBE), qui est responsable des écoles primaires et secondaires, et le Département de l'enseignement supérieur et de la formation (DHET), qui est responsable de l'enseignement supérieur et professionnel. Avant 2009, ces deux départements étaient représentés par un seul ministère de l'Éducation.
Le département DBE s'occupe des écoles publiques, des écoles privées (également désignées par le département comme des écoles indépendantes), des centres de développement de la petite enfance (ECD) et des écoles à besoins spéciaux. Les écoles publiques et les écoles privées sont collectivement connues sous le nom d'écoles ordinaires, qui représentent environ 97% des écoles en Afrique du Sud.
Le DHET s'occupe des collèges d'enseignement et de formation complémentaires (FET) désormais connus sous le nom de collèges d'enseignement et de formation techniques et professionnels (EFTP), des centres d'éducation et de formation de base pour adultes (ABET) et des établissements d'enseignement supérieur (HE).
Les neuf provinces d'Afrique du Sud ont également leurs propres départements de l'éducation qui sont chargés de mettre en œuvre les politiques du « ministère » («Department») et de traiter les problèmes locaux.
En 2010, le système d'éducation de base comprenait 12 644 208 apprenants, 30 586 écoles et 439 394 enseignants. En 2009, le système d'enseignement supérieur et de formation comprenait 837 779 étudiants dans les établissements d'enseignement supérieur, 420 475 étudiants dans les établissements FET contrôlés par l'État et 297 900 dans les centres ABET contrôlés par l'État.
En 2013, le gouvernement sud-africain a consacré 21 % du budget national à l'éducation, dont environ 10 % est destiné à l'enseignement supérieur.
L'Initiative de mesure des droits de l'homme (HRMI)  constate que l'Afrique du Sud ne réalise que 72,1 % de ce qu'elle devrait réaliser en matière de droit à l'éducation, compte tenu du niveau de revenu du pays. HRMI décompose le droit à l'éducation en examinant à la fois les droits à l'enseignement primaire et à l'enseignement secondaire. Tout en tenant compte du niveau de revenu de l'Afrique du Sud, la nation atteint 70,4% de ce qui devrait être possible en fonction de ses revenus pour l'enseignement primaire et 73,8% pour l'enseignement secondaire.

## Violence

Carte de l'Afrique du Sud

## Structure et politiques
Le Département de l'éducation de base est dirigé par le directeur général, Hubert Mathanzima Mweli, et sa politique est élaborée par la ministre Angie Motshekga et la vice-ministre Reginah Mhaule . Le département de l'enseignement supérieur et de la formation est dirigé par le directeur général, Gwebs Qonde, et sa politique est appliquée par le ministre Blade Nzimande et le vice-ministre Buti Manamela.
Les deux départements sont financés par les impôts du gouvernement central. Le ministère de l'Éducation de base paie une partie des salaires des enseignants dans les écoles publiques, mais les écoles indépendantes sont financées par le secteur privé. Les écoles publiques peuvent, dans certaines circonstances, compléter leurs fonds grâce aux contributions des parents. Normalement, le conseil d'administration de l'école (SGB) est responsable de la collecte de fonds dans les écoles. Le conseil d'administration de l'école dans les écoles primaires est composé de parents, d'enseignants et du personnel de soutien. Au secondaire, il est composé de parents, d'enseignants, de personnel de soutien et d'apprenants.

## Primaire et secondaire
Le DBE regroupe officiellement les grades en deux catégories appelées General Education and Training (GET), qui comprend le grade 0 plus les grades 1 à 9, et Further Education and Training (FET), qui comprend les grades 10-12 ainsi que non supérieur établissements d'enseignement de la formation professionnelle.
Le GET (General Education and Training band) est subdivisé en «phases» appelées la phase de base (grade 0 plus grade 1 à 3), la phase intermédiaire (grades 4 à 6) et la phase senior (grades 7 à 9).
La structure administrative de la plupart des écoles ordinaires d'Afrique du Sud ne reflète cependant pas la division des bandes et des phases. Pour des raisons historiques, la plupart des écoles sont soit des écoles «primaires» (grade R plus grades 1 à 7) soit des écoles «secondaires», également appelées lycées (grades 8 à 12).

## Enseignement supérieur et formation professionnelle

Un graphique décrivaualification (NQF) et leur relation avec les différentes options éducatives au sein du système éducatif sud-africain en 2017. Les CNC sont un élément clé du système d'enseignement supérieur sud-africain.